# Bois-Héroult

Bois-Héroult este o comună în departamentul Seine-Maritime, Franța. În 1 ianuarie 2022 avea o populație de 168 de locuitori.